# Assam University
Assam University Silchar är ett universitet i Indien.   Det ligger i distriktet Cāchār och delstaten Assam, i den östra delen av landet, 1 600 km öster om huvudstaden New Delhi. Assam University Silchar ligger 46 meter över havet.